# ما (رمان)
ما (روسی: Мы) رمانی پادآرمان‌شهری اثر یوگنی زامیاتین است که نگارش آن در سال ۱۹۲۱ تکمیل شده است. این رمان ابتدا در ۱۹۲۴ در نیویورک و با ترجمه گرگوری زیلبورگ به انگلیسی منتشر شد.

## بستر
ما در آینده اتفاق می‌افتد. D-۵۰۳، مهندس فضاپیماست و در جایی زندگی می‌کند که عمدتاً از شیشه ساخته شده تا پلیس مخفی بتواند آسان‌تر از مردم جاسوسی کرده و بر آن‌ها نظارت داشته باشد. ساختمان محل زندگی افراد زندانی است به شکل سراسربینی که بر اساس طرح جرمی بنتام ساخته شده است. علاوه بر این، سیستم این دولت طوری از مدل فردریک وینسلو تیلور متاثر است که بالاترین میزان بهره‌وری تولیدی را به همراه داشته باشد. مردم در صفوف منظم و با لباس متحدالشکل حضور دارند. راهی برای اشاره به یک فرد جز شماره‌ای که به او اختصاص داده شده، وجود ندارد. جامعه دقیقاً بر اساس منطق و استدلال، به عنوان محملی برای قوانین یا ساختار جامعه، حرکت می‌کند. بر این اساس، رفتار فردی هم بر اساس منطق و فرمول‌ها و معادلات ایجاد شده توسط دولت، تنظیم می‌شود.

## اهمیت
این اثر از لحاظ ادبی با پیروی از سنت ادبی کلاسیک روسیه، از هیولای بوروکراسی گوگول، شناخت لسکوف از ورطه‌های درونی انسان‌ها و استادی او در کالبدشکافی روانی ایشان و نفرت داستایفسکی از خوشبینی به پیشرفت و خوش‌خیالی سیاسی، تاثیر می‌پذیرد. همین‌طور پیش‌گویی‌های فنی و سیاسی حیرت‌آوری دارد. او در دهه دوم قرن بیستم از موشک‌های فضاپیما، جراحی مغز و موسیقی الکترونیک صحبت می‌کند. همین‌طور از پلیس مخفی، پرده آهنین، انتخابات یکپارچه، اردوگاه‌های کار اجباری و اتاق‌های گاز صحبت می‌کند. درست دوازده سال پیش از نگارش دنیای قشنگ نو و بیست و هشت سال پیش از ۱۹۸۴.

## میراث
این کتاب مستقیماً بر نویسندگان و آثار زیر تاثیر گذاشته است:
- ۱۹۸۴ اثر جرج اورول
- سرود اثر آین رند
- دنیای قشنگ نو اثر آلدوس هاکسلی
- محرومان اثر اورسولا لو گویین
- پیانوی خودنواز اثر کرت وانه‌گت

## ترجمه به فارسی
- ترجمه بهروز مشیری، بی‌جا، بی‌نا، ۱۳۵۲
- ترجمه انوشیروان دولتشاهی، تهران، نشر دیگر، ۱۳۷۹
- ترجمه بابک شهاب، (ترجمه از روسی) نشر بیدگل، ۱۴۰۱